# ТелевисаУнивисион
ТелевисаУнивисион (на испански: TelevisaUnivision) е испаноезичен транснационален медиен и развлекателен конгломерат със седалища в град Мексико и в Ню Йорк. Корпорацията е основана на 31 януари 2022 г. като резултат на сливането между активите на Група Телевиса и Унивисион Комуникейшънс, като от създаването си се превръща в продуцентска компания с най-голямата библиотека със съдържание на испански език в света и най-важната в Латинска Америка.

## Предистория
През 1962 г. е основана Испанска международна комуникационна корпорация (предшественик на Испанската международна мрежа) от Рене Анселмо, американско-мексикански бизнесмен от италианско-кубински произход, Емилио Николас-старши, собственик на KUAL-TV (сега KWEX-TV) в Сан Антонио, и мексиканския радио-телевизионен магнат Емилио Аскарага Видаурета, ръководител на Телесистема Мехикано (днес Телевиса).
През 1986 г. компанията е продадена на Холмарк и името ѝ е променено на Унивисион. През 1992 г. е преструктуриран като Унивисион Комуникейшънс.

## История
На 13 април 2021 г. Телевиса обявява споразумение за сливане с Унивисион, което ще комбинира развлекателните активи на компанията, за да се създаде най-големия медиен и развлекателен конгломерат, с цел въвеждане на нова платформа за стрийминг, която ще замени при сливането на Blim TV, UnivisionNow и Prende TV / VIX — които ще се конкурират на пазара със съществуващите Нетфликс, Амазон Прайм Видео, Дисни+, Ейч Би О Макс и други.
Новата компания ще бъде известна като ТелевисаУнивисион, в която Група Телевиса е мажоритарен акционер с 45%, заедно със SoftBank Latin American Fund, на Марсело Клауре, и ForgeLight LLC, настоящ инвеститор на Унивисион Комуникейшънс, като участие в новосъздадената компания имат и Гугъл, и The Raine Group; предоставен е капитал от 2,1 милиарда долара от Джей Пи Морган. Като част от сливането, Телевиса ще поддържа технологичните активи на компанията за платена телевизия — Izzi Telecom, Sky México и Bestel — и концесиите си за управление на 222-те телевизионни станции, които предават четирите основни канала на ТелевисаУнивисион — Las Estrellas, Foro TV, Canal 5, Nueve — освен това за производството на новинарско съдържание за Мексико ще бъде сключен договор с компанията, собственост на семейство Аскарага, за да се гарантира, че продължава да се произвежда от мексиканци на тази територия. ТелевисаУнивисион ще запази всички активи, интелектуална собственост и видеотека, свързани с подразделението „Телевиса Новини“.
В Мексико сливането е одобрено от Федералния телекомуникационен институт (IFT) на 15 септември 2021 г., след като не са открити неблагоприятни ефекти върху конкуренцията, за да се създаде нова услуга за стрийминг, която да се конкурира с вече съществуващите платформи. В Съединените щати сливането е одобрено от Федералната комисия по комуникациите (FCC) на 24 януари 2022 г., в навечерието на създаването на новата компания. На 31 януари 2022 г. е обявено създаването на ТелевисаУнивисион чрез прессъобщение и излъчването на няколко рекламни клипа по телевизията и в официалните социални мрежи.

## Компании за производство и разпространение
- Видеосине Дистрибусион (Videocine Distribución): Компания, посветена на производството и разпространението на игрални филми, създадени в Мексико, основана на 12 май 1971 г., а на 24 януари 1978 г. е създадена под името Телевисине. През 1999 г. Телевисине и Видеосине се сливат в една компания за производство и разпространение на игрални филми.[11] Родриго де Педро Барето отговаря за продуцентската компания.
- Телевиса Студиос (Televisa Studios): Компания, посветена на производството и реализацията в Мексико на различни телевизионни формати като теленовели, сериали, ситкоми, риалити предавания и др. Патрисио Уилс ръководи компанията. Седалището е в телевизионния комплекс Телевиса Сан Анхел.[12][13]

- W Studios: Продуцентска компания, основана на 26 февруари 2016 г., като предприятие между ТелевисаУнивисион и колумбийския продуцент Патрисио Уилс.[14][15] От 2018 г. компанията се ръководи от продуцента Карлос Бардасано.[16][17]
- Телевиса Интернасионал (Televisa Internacional): Подразделение на ТелевисаУнивисион, посветено на продажбата, придобиването и разпространението на съдържание и абонаментни телевизионни канали на марката Телевиса Нетуъркс, както и управлението и администрирането на видеотеката на „Протеле“. От 2022 г. Рита Еринг ръководи подразделението.[18]